# عبدالرحمن الغامدی (بازیکن فوتبال، زاده ۱۹۸۶)
عبدالرحمن الغامدی (انگلیسی: Abdulrahman Al-Ghamdi؛ زادهٔ ۱۰ اوت ۱۹۸۶) بازیکن فوتبال اهل عربستان سعودی است.
از باشگاه‌هایی که در آن بازی کرده‌است می‌توان به باشگاه فوتبال الشعله عربستان سعودی اشاره کرد.